# Cavaliere errante

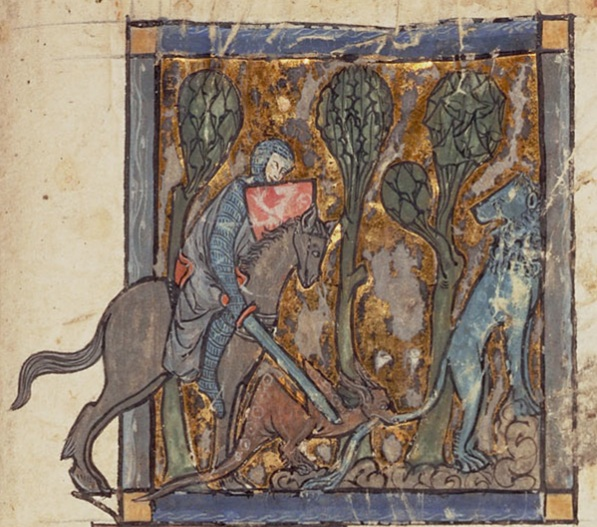
Yvain salva il leone dal serpente

Il cavaliere errante è una figura della letteratura cavalleresca medievale. L'aggettivo "errante" (cioè viaggiatore, girovago) indica come il cavaliere vagabondava per vasti territori in cerca di avventure, o allo scopo di dimostrare il proprio valore, ad esempio in un pas d'armes.
La prima apparizione nota del termine "cavaliere errante" fu nel poema del XIV secolo Sir Gawain e il Cavaliere Verde: quando Sir Gawain giunge al castello di Sir Bercilak de Haudesert dopo lunghi viaggi, l'autore anonimo narra che Sir Bercilak "haylsed the knygt erraunt" (ovvero, "diede il benvenuto al cavaliere errante").
Al di là della rappresentazione letteraria i cavalieri erranti erano l'espressione di quella parte dell'aristocrazia feudale che si era impoverita nel corso dei grandi rivolgimenti avvenuti nel periodo storicizzabile come di passaggio tra l'alto e il basso medioevo. Secondo lo storico Franco Cardini: «Il cavaliere errante, figura romantica dell’esistenza effettiva del quale molti hanno dubitato, era una realtà: ma assai meno “bella” (per quanto, dal punto di vista storico, non meno affascinante) di quanto non vorrebbero farci credere i romanzi cavallereschi scritti fra il XII e il XVI secolo. Nella pratica, doveva trattarsi di poveracci che, brigantaggio a parte, non avevano altra risorsa che l’ingaggio mercenario presso qualche potente. Per questo ceto di guerrieri, la Spagna costituiva una risorsa tradizionale, e non necessariamente dalla parte dei cristiani: non era raro il caso di guerrieri cristiani al servizio degli emiri arabo-ispanici o magrebini.».

## Famosi cavalieri erranti
- Amadis de Gaule
- Don Chisciotte della Mancia
- Galahad
- Gawain
- Lancillotto del Lago
- Orlando
- Raubritter